# Protocolo n.º 3 a la Convención Europea de Derechos Humanos
El Protocolo nº 3 a la Convención Europea de Derechos Humanos es un protocolo adicional a la citada Convención o Convenio, elaborado en el ámbito del Consejo de Europa y abierto a todos los Estados miembros del Consejo que hayan ratificado la Convención. Fue aprobado el 6 de mayo de 1963 y entró en vigor el 21 de septiembre de 1970, tras ser ratificado por todos los estados signatarios de la Convención. Su aprobación y entrada en vigor fue paralela a la del Protocolo n.º 2.
El Protocolo n.º 3 modificó los artículos 29, 30 y 34 de la Convención para introducir ciertos cambios procesales en la entonces existente Comisión Europea de los Derechos Humanos con el fin de agilizar el procedimiento, ya que la tramitación por esta de la gran cantidad de demandas interpuestas se había revelado como uno de los mayores obstáculos para la eficacia de la Convención.
El Protocolo n.º 3 es uno de los denominados protocolos de enmienda, pues tiene por fin modificar el texto del Convenio en lo relativo a los procedimientos de control de cumplimiento del mismo. Por tal motivo, tuvo que ser ratificado por todos los Estados signatarios de aquel para que pudiera entrar en vigor. Posteriormente, ha ido siendo ratificado por los sucesivos nuevos signatarios del Convenio. Su tramitación y entrada en vigor fue paralela a la del Protocolo n.º 2.
Las disposiciones añadidas por el Protocolo n.º 3 fueron totalmente sustituidas por el Protocolo n.º 11, que efectuó una reforma en profundidad del Convenio para, entre otras cosas, suprimir la Comisión.